# جورج براون (مجدف)
جورج براون هو مجدف كندي، ولد في 7 فبراير 1839 في Herring Cove ‏ في كندا، وتوفي في 8 يوليو 1875.